# 民部卿局 (崇源院の乳母)
民部卿局 （みんぶきょうのつぼね、生没年不詳） は戦国時代から江戸時代初頭にかけての女性。崇源院（江）の乳母。民部卿局は大奥での局名で本名はわかっていない。民部卿、民部の局など呼び名は多数ある。

## 経歴
大奥入りした後は崇源院の筆頭女中として千姫の乳母・刑部卿局もともに仕えた。

## 人物
- 春日局を徳川家光の乳母に推薦したとも言われている[1][2]。
- 江が雁金屋に打掛の発注をする際は、彼女の注文を民部卿局が取次ぎをしていた。
- 徳川和子が幼い頃は母・崇源院が雁金屋に発注をしており、それもまとめて取り次いでいたため、後に和子は雁金屋を重用する。和子の新感覚の着物のデザインに周囲の女官たちも影響されたため、寛永文化が栄えたという。

## 登場作品
文学作品
- 東福門院和子の涙（作：宮尾登美子、瓢局）

映画
- 女帝 春日局（1990年（平成2年））演：名取裕子（民部卿の局）

テレビドラマ
- 春日局 (NHK大河ドラマ)（1989年（昭和64年））演：君夕子
- 江〜姫たちの戦国〜（2011年（平成23年））演：宮地雅子（「ヨシ」→第39話以降は「民部卿局」）